# Carlos Hernández (boxe anglaise, 1971)
Carlos Hernández est un boxeur américain né le 23 janvier 1971 à Los Angeles, Californie.

## Carrière
Passé professionnel en 1992, il remporte le titre vacant de champion du monde des poids super-plumes IBF après sa victoire au 8e round contre David Santos le 1er février 2003. Hernández conserve son titre face à Steve Forbes puis perd le combat de réunification des ceintures IBF et WBC contre Erik Morales aux points le 31 juillet 2004. Il met un terme à sa carrière en 2009 sur un bilan de 43 victoires et 8 défaites.